# Elysia crispata
Elysia crispata · Limace de mer frisée, Limace scarole
Espèce
Elysia crispata, communément nommé Limace de mer frisée ou Limace scarole, est une espèce de mollusques sacoglosses de la famille des placobranchidés.
La Limace de mer frisée est présente dans les eaux tropicales de l'océan Atlantique occidental et plus particulièrement en Floride, aux Bahamas dans la mer des Caraïbes et probablement par extension dans le golfe du Mexique.
Elle peut atteindre une taille de 5 cm de long pour 3 cm de large.

## Synonymes taxonomiques
- Elysia pruvotfolae Er. Marcus, 1957
- Elysia schrammi Mörch, 1863
- Elysia verrilli Pruvot-Fol, 1946
- Tridachia schrammi (Mörch, 1863)
- Tridachia whiteae Er. Marcus, 1957